# Prowincja Północna (Zambia)
Prowincja Północna – jedna z 10 prowincji w Zambii, znajdująca się w północnej części kraju. Graniczy z prowincją Luapula, z prowincją Muczinga, z Demokratyczną Republiką Konga i Tanzanią.

## Dystrykty
Prowincja Północna jest podzielona na 12 dystryktów:
- dystrykt Chilubi
- dystrykt Kaputa
- dystrykt Kasama
- dystrykt Lunte
- dystrykt Lupososhi
- dystrykt Luwingu
- dystrykt Mbala
- dystrykt Mporokoso
- dystrykt Mpulungu
- dystrykt Mungwi

- dystrykt Nsama
- dystrykt Senga Hill

## Gospodarka

### Rolnictwo[2]

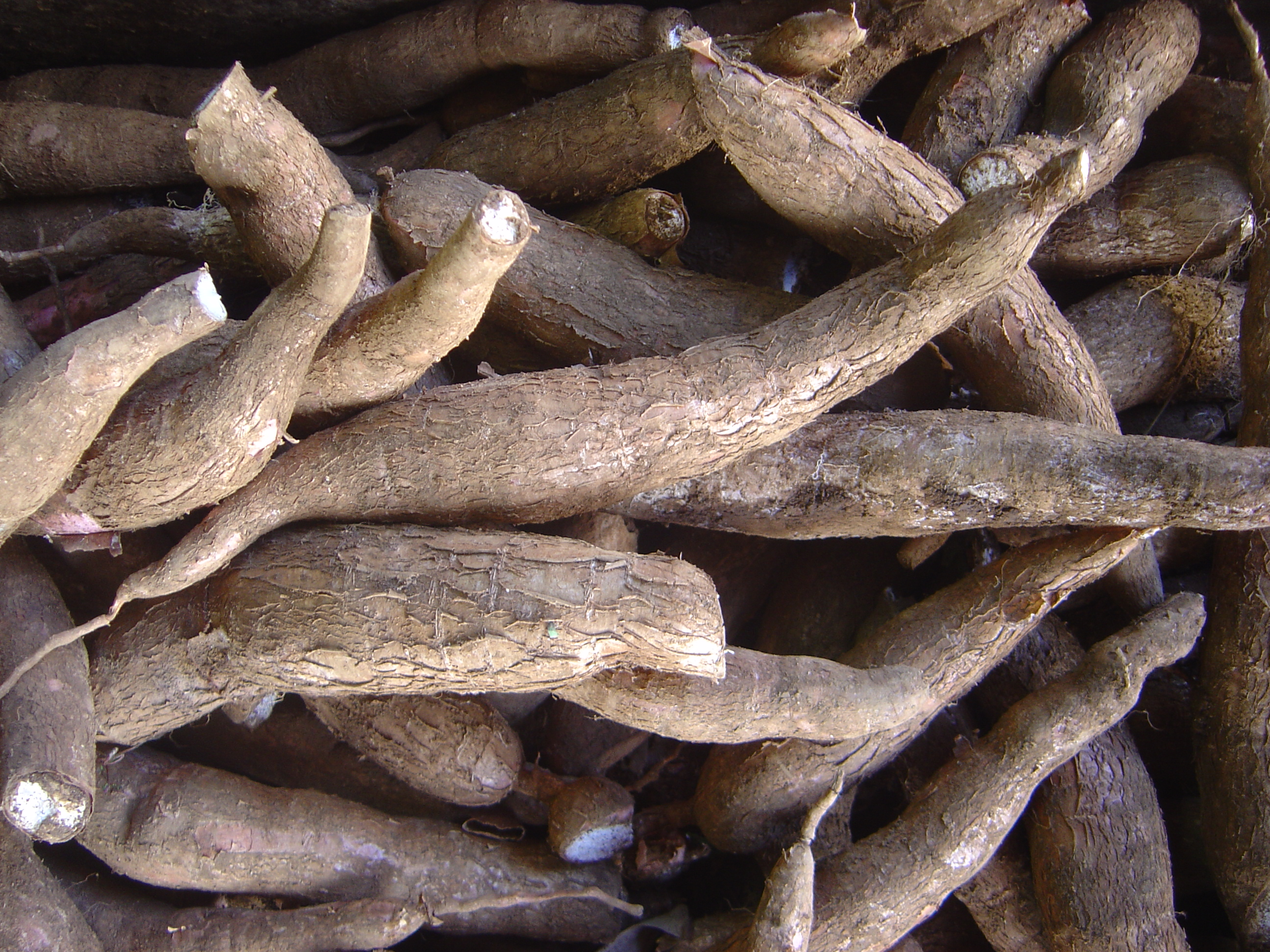
Maniok Jadalny

Rolnictwo jest najważniejszym sektorem gospodarki regionu. Zatrudnia większość mieszkańców prowincji oraz stanowi największą część jej gospodarki. Większość rolników w prowincji nie zajmuje się rolnictwem komercyjnie, tylko na własną potrzebę. Dystrykt zajmuje pierwsze miejsce w uprawie fasoli, a drugie miejsce w uprawie orzeszków ziemnych oraz manioku.
Lista najczęściej uprawianych roślin:
- Kukurydza
- Proso
- Maniok
- Bataty
- Fasola

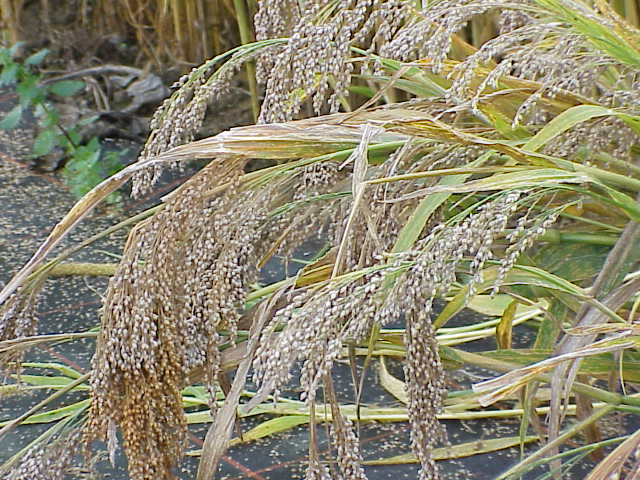
Proso zwyczajne

Lista najczęściej hodowanych zwierząt:
- Bydło
- Kozy
- Owce
- Trzoda chlewna
- Drób

### Leśnictwo[3]
Pomimo dużego zapotrzebowania, drewno w prowincji nie jest produkowane na dużą skalę. Dzięki dużej powierzchni lasów, region ma duży potencjał leśny. Mimo dużego potencjału leśnego, leśnictwo nie jest bardzo ważną częścią gospodarki prowincji.
Najczęściej sadzone drzewa:
- Sosna
- Eukaliptus
- Mukwa

### Górnictwo[4]
W tym sektorze prowincja może się poszczycić licznymi złożami płaskiego kamienia, używanego do: grawerowania, budowania ścian i płyt podłogowych. W ostatnich latach zostały przeprowadzone liczne poszukiwania i badania górnicze, które udowodniły obecność złóż różnych minerałów.

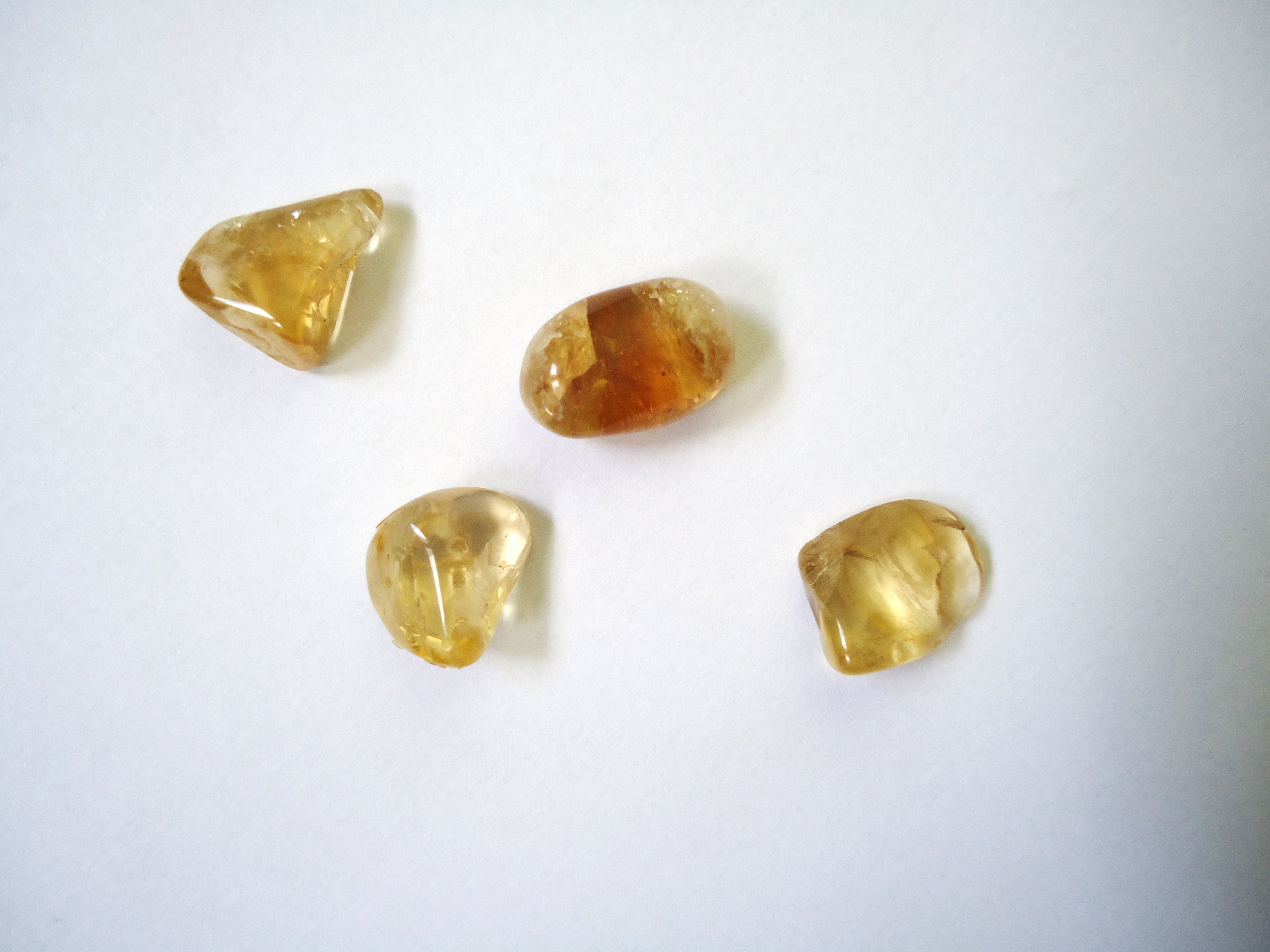
Cytryn

Lista złóż w prowincji
- Szmaragdy
- Beryl
- Akwamaryn
- Cytryn
- Kwarc
- Złoto

### Energetyka
Największą elektrownią w prowincji jest elektrownia wodna na wodospadzie Chishimba o mocy 6 MW. Popyt na energie elektryczną w regionie jest znacznie większy od podaży. Przez niską podaż planowana jest budowa 12 nowych elektrowni wodnych.

## Atrakcje turystyczne[1]

### Atrakcje przyrodnicze
- Jezioro Tanganika
- Jezioro Chila
- Jezioro Mweru Wantipa
- Jezioro Bangweulu
- Bagna i tereny podmokłe Bangweulu
- Wodospady Kalambo

### Atrakcje kulturowe
- Pomnik I wojny światowej
- Kościół anglikański
- Malowidła naskalne Mwela